# Wuhan Iron and Steel
Wuhan Iron and Steel (WISCO) (chinois simplifié : 武汉钢铁（集团）公司 ; chinois traditionnel : 武漢鋼鐵（集團）公司 ; pinyin : Wǔhàn Gāngtiě （Jítuán) Gōngsī ; litt. « Société (groupe) Wuhan Fer et Acier ») est une entreprise sidérurgique chinoise. Il possède le Combinat sidérurgique de Wuhan.

## Histoire
En juin 2016, Baosteel et Wuhan Iron and Steel, tous les deux détenus par l'État chinois, démarrent un processus de restructuration commun, pouvant potentiellement induire une fusion de leurs activités à terme,,. En septembre 2016, Baosteel annonce l'acquisition de Wuhan Iron and Steel, essentiellement par échange d'action. La fusion des deux groupes est faite début décembre 2016, donnant naissance à une nouvelle entité nommée Baowu Steel Group.